# Dollaro statunitense
Il dollaro statunitense (il simbolo: $, il codice ISO 4217: USD; in inglese United States dollar, ma chiamato informalmente anche dollar, American dollar o semplicemente buck in patria) è la valuta ufficiale degli Stati Uniti d'America. È anche utilizzato come valuta di riserva al di fuori della nazione.
Il dollaro è diviso in 100 centesimi. Originariamente era ulteriormente suddiviso in 1 000 mill, utilizzati fino a quando la seconda guerra mondiale non rese l'alluminio troppo costoso per essere utilizzato come metallo da conio (e l'inflazione crescente li rese di valore insignificante). Le denominazioni inferiori a un dollaro sono emesse in moneta, mentre quelle uguali o superiori a un dollaro sono emesse in banconote (esistono sia la moneta sia la banconota da un dollaro, anche se la seconda è più comune). Le banconote moderne sono stampate dalla Federal Reserve fin dal 1929. Le banconote con denominazione superiore ai 100 $ non sono più stampate dal 1946.
Il dollaro statunitense ha cominciato ad assumere un ruolo importante come valuta di riserva da dopo la prima guerra mondiale, per poi spodestare definitivamente la sterlina britannica con gli accordi di Bretton Woods.

## Storia
Il dollaro venne unanimemente scelto come unità monetaria degli Stati Uniti il 6 luglio 1785. Fu la prima volta che una nazione adottava un sistema decimale per la valuta.
Fino al 1791 il valore del dollaro era legato a quello dell'argento o dell'oro o a una combinazione dei due. Dal 1792 al 1873 il dollaro era supportato liberamente da oro e argento, in rapporto di 15 a 1, con un sistema chiamato bimetallismo. Attraverso una serie di cambiamenti legislativi avvenuti tra il 1873 e il 1900, l'importanza dell'argento fu via via diminuita fino all'adozione formale del gold standard. Il gold standard sopravvisse, con molte modifiche fino al 1971.
Abraham Lincoln autorizzò nel 1862 l'emissione di valuta a nome del governo federale, valuta che era supportata dal dollaro spagnolo, durante la guerra di secessione americana. Queste banconote, conosciute come greenbacks per il colore verde del retro, diedero inizio alla tradizione statunitense di stampare la valuta in verde. Contrariamente alle altre nazioni tutte le banconote statunitensi sono state stampate con lo stesso colore per la maggior parte del XX secolo.
Per aumentare la quantità di moneta circolante (in particolare al fine di ridurre i "silver certificate" e lasciar spazio ai Federal Reserve Note) in un'economia in espansione, il 4 giugno 1963, il presidente John Fitzgerald Kennedy firmò l'ordine esecutivo 11110 che dava al Ministero del Tesoro il potere "di emettere certificati sull'argento contro qualsiasi riserva d'argento, argento o dollari d'argento normali che erano nel Tesoro". Dopo l'assassinio del Presidente Kennedy, avvenuto 171 giorni più tardi, l'ordine esecutivo 11110 cadde in disuso e tutte le banconote emesse dal governo furono man mano ritirate dal mercato.
Il 13 maggio 2003, la Federal Reserve annuncia l'introduzione di una banconota da 20 $ a colori (la prima dal 1905). La scelta è dettata dalla necessità di contrastare la crescente contraffazione. Le nuove banconote sono entrate in circolazione il 9 ottobre 2003. Altre banconote da 10 $ e 50 $ sono state introdotte nel 2004 e 2005, ognuna con differenti schemi di colori.

## Monete
| Denominazione           | Nome comune                | Dritto | Rovescio | Dritto (raffigurazione) | Rovescio (raffigurazione)                | Peso    | Diametro | Materiale                    | Bordo                                  | Circolazione |
| ----------------------- | -------------------------- | ------ | -------- | ----------------------- | ---------------------------------------- | ------- | -------- | ---------------------------- | -------------------------------------- | ------------ |
| Un centesimo 1 ¢        | Penny                      |        |          | Abraham Lincoln         | Union Shield                             | 2,5 g   | 19,05 mm | 97,5% Zn coperto da 2,5% Cu  | Liscio                                 | Ampia        |
| Cinque centesimi 5 ¢    | Nickel                     |        |          | Thomas Jefferson        | Monticello                               | 5,0 g   | 21,21 mm | 75% Cu 25% Ni                | Liscio                                 | Ampia        |
| Dieci centesimi 10 ¢    | Dime                       |        |          | Franklin D. Roosevelt   | Ramo d'olivo, torcia, ramo di quercia    | 2,268 g | 17,91 mm | 91,67% Cu 8,33% Ni           | 118 scanalature                        | Ampia        |
| Quarto di dollaro 25 ¢  | Quarter                    |        |          | George Washington       | Vario; cinque design per anno            | 5,67 g  | 24,26 mm | 91,67% Cu 8,33% Ni           | 119 scanalature                        | Ampia        |
| Mezzo dollaro 50 ¢      | Half                       |        |          | John F. Kennedy         | Sigillo del Presidente degli Stati Uniti | 11,34 g | 30,61 mm | 91,67% Cu 8,33% Ni           | 150 scanalature                        | Limitata     |
| Moneta da un dollaro $1 | dollar coin, golden dollar |        |          | George Washington       | Statua della Libertà                     | 8,10 g  | 26,50 mm | 88,5% Cu 6% Zn 3,5% Mn 2% Ni | Liscio (2000-2006) Con lettere (2007-) | Limitata     |

## Banconote
| Denominazione     | Diritto | Rovescio | Diritto (raffigurazione) | Rovescio (raffigurazione)                                       | Prima serie           | Ultima serie | Circolazione |
| ----------------- | ------- | -------- | ------------------------ | --------------------------------------------------------------- | --------------------- | ------------ | ------------ |
| Un dollaro        |         |          | George Washington        | Stemma degli Stati Uniti d'America                              | Serie 1863 Serie 1935 | Serie 2017A  | Ampia        |
| Due dollari       |         |          | Thomas Jefferson         | Declaration of Independence di John Trumbull                    | Serie 1976            | Serie 2017A  | Ampia        |
| Cinque dollari    |         |          | Abraham Lincoln          | Lincoln Memorial                                                | Serie 2006            | Serie 2017A  | Ampia        |
| Dieci dollari     |         |          | Alexander Hamilton       | Palazzo del Dipartimento del tesoro degli Stati Uniti d'America | Serie 2004A           | Serie 2017A  | Ampia        |
| Venti dollari     |         |          | Andrew Jackson           | Casa Bianca                                                     | Serie 2004            | Serie 2017A  | Ampia        |
| Cinquanta dollari |         |          | Ulysses S. Grant         | Campidoglio degli Stati Uniti                                   | Serie 2004            | Serie 2017A  | Ampia        |
| Cento dollari     |         |          | Benjamin Franklin        | Independence Hall                                               | Serie 2009A           | Serie 2017A  | Ampia        |

## Uso internazionale del dollaro statunitense
Alcune nazioni al di fuori della giurisdizione statunitense usano il dollaro statunitense (USD) come valuta ufficiale. Queste nazioni includono: Ecuador, El Salvador, Palau, Timor Est, Panama e gli Stati Federati di Micronesia. L'Argentina usò un tasso di cambio fisso 1:1 tra il peso argentino e il dollaro statunitense dal 1991 al 2002. Il tasso di cambio del dollaro di Hong Kong è stato mantenuto fisso fino ai primi anni ottanta, e il renminbi usato dalla Repubblica Popolare Cinese è stato informalmente ancorato al dollaro fin dalla metà degli anni novanta.
Il dollaro è inoltre usato come unità valutaria standard sui mercati internazionali per la quotazione di beni come l'oro e il petrolio.

### La moneta tipo dopo la seconda guerra mondiale
- Luglio 1944: dalla Conferenza di Bretton Woods sorgono il Fondo Monetario Internazionale e la Banca internazionale per la ricostruzione e lo sviluppo (poi assorbita nella Banca Mondiale). L'Unione Sovietica decide di non partecipare al sistema a causa della debolezza in cui si viene a trovare alla fine della guerra.

Dopo la seconda guerra mondiale, gli USA accumularono una notevole riserva di oro, chiesto in pagamento degli aiuti del piano Marshall.
- 20 aprile 1933: Roosevelt emanò l'atto di emergenza per la attività bancarie, il quale ritirava gli USA dal sistema monetario aureo. Ottenne così due risultati: impedire la convertibilità delle banconote in oro per i cittadini statunitensi, permettendo però ai paesi stranieri di convertire i loro dollari in oro in qualsiasi momento, e rendere illegale la proprietà privata di oro, con l'eccezione dei collezionisti di monete rare. In pratica, nel sistema finanziario statunitense ci fu uno spostamento da un sistema di rendiconto che prevedeva l'oro come barriera al debito in eccesso, a un sistema nel quale non c'era nessun rendiconto.

Nel 1933, Roosevelt avvia il New Deal, un programma di spesa pubblica in disavanzo sostenuto dalla teoria keynesiana e quasi interamente finanziato con debiti dello Stato verso banche private. John Maynard Keynes pubblica nel 1936 il suo libro fondamentale (The general theory of employment, interest and money), ma già in passato era influente economista e consigliere personale di Roosevelt. Si crea la prima componente del debito pubblico cui seguirà quello di imprese e privati cittadini, in crescita dopo gli anni 1970. Tale debito (di Stato, imprese e cittadini) pone oggi il dollaro a rischio di svalutazione.
Sempre negli anni trenta, comincia la doppia quotazione dell'oro: internamente agli Stati Uniti e agli altri Stati il prezzo viene determinato dal mercato; per le transazioni internazionali il prezzo dell'oro è quello fisso di 35 dollari/oncia degli accordi di Bretton Woods.
A partire dagli anni trenta, ininterrottamente fino a oggi, l'oro come il petrolio si comprano e vendono esclusivamente in dollari alle borse di Londra e New York.
Sotto Bretton Woods, era d'obbligo tenere i dollari a riserva e dunque era nota la somma di dollari in possesso delle banche straniere, quantità prevalente della massa di dollari esistente fuori dagli USA. Inoltre, i dollari circolanti in USA (come ogni moneta circolante dentro uno Stato) erano un dato disponibile poiché la massa monetaria era ed è decisa dalla FED. Al tempo di Roosevelt era già risaputo che le once d'oro dichiarate nella riserva della FED non erano sufficienti né a convertire il totale dei dollari esistente (dentro e fuori USA), né quelli in possesso di stranieri. Nemmeno una forte svalutazione da 30 a 300 dollari/oncia avrebbe reso Bretton Woods un sistema di cambi sostenibile. Era chiaro che prima o poi la convertibilità sarebbe finita; l'aumento successivo dell'emissione di dollari (da convertire) accelerò questo processo.
Il provvedimento di Roosevelt parlò, infatti, di Gold Window (chiusa da Nixon 40 anni dopo) come periodo di transizione per il ripagamento di una parte dei dollari in possesso di investitori stranieri (quelli che l'oro disponibile poteva ripagare).
- Con la guerra in Vietnam e la crescita economica di Germania e Giappone, gli USA necessitano di finanziamenti eccezionali; l'indebitamento a causa delle guerre costrinse a coniare ingenti quantità di dollari e a svalutare la moneta, fissando un cambio inferiore rispetto all'oncia d'oro (e quindi alle altre valute) perché la riserva d'oro doveva bastare per una massa circolante di moneta molto più alta.

Per tentare di mantenere il sistema creato a Bretton Woods, si organizza un pool di banche centrali che mantengono il corso del cambio del dollaro sull'oro a 35 $ l'oncia, comprando titoli di Stato USA in caso di perdita e vendendoli in caso di risalita. La Francia si ritira dal pool nel 1967.
- 15 agosto 1971: il presidente statunitense Richard Nixon annuncia che nemmeno i dollari degli stranieri sono più convertibili in oro (il cosiddetto "Nixon Shock"). La soppressione della convertibilità totale del dollaro in oro è per alcuni una dichiarazione implicita di bancarotta.

Dopo la guerra del Vietnam, vi era ormai più moneta circolante che riserve di metallo nella banca centrale che non poteva più assicurare la convertibilità della moneta in oro (ovvero che un ipotetico cittadino si presentasse alla Banca centrale, restituisse la banconota in dollari e chiedesse in cambio un'analoga quantità d'oro). Il gold standard poneva fine agli accordi di Bretton Woods con un'uscita unilaterale degli Stati Uniti.
Di quegli accordi, continuava però a valere l'obbligo di tenere i dollari a riserva. Gli Stati stranieri non potevano spendere i dollari di cui erano in possesso, chiederne il cambio con la moneta nazionale né con l'oro; potevano investirli nelle banche statunitensi oppure in Treasury Bond USA.
La coniazione di dollari aveva subito una forte crescita per finanziare i conflitti statunitensi nel dopoguerra (una guerra ogni due anni, dopo il 1945), con una crescita più marcata per la guerra in Vietnam. Il gold standard causa immediatamente una rivalutazione del marco e dello yen.
Contestuale è la crisi petrolifera del 1973-74. I Paesi OPEC ridussero drasticamente la produzione di petrolio, causando una crisi energetica mondiale. Il prezzo al barile e delle importazioni quadruplicò. All'epoca il petrolio si commerciava soltanto in dollari: con la crisi petrolifera, quadruplicò la domanda mondiale di dollari (a parità di fabbisogni) e il cambio del dollaro si risollevò notevolmente, dopo il crollo detto prima su marco e yen a seguito del gold standard. Prima e dopo il gold standard e la crisi energetica, i Paesi OPEC continuarono a farsi pagare il petrolio in dollari e a investire i petrodollari nelle banche e titoli di Stato statunitensi. Non si trattò affatto di uno scontro fra mondo arabo e USA. I Paesi arabi non scelsero di vendere il loro petrolio in una moneta diversa dal dollaro, nemmeno dopo il gold standard. Prima del 1974 la maggior parte dei petrodollari tornavano in USA ed erano convertiti in oro. Dopo il 1974, i produttori arabi cominciarono a investirli in Treasury Bond e in banche statunitensi, sostenendo il cambio del dollaro attuale.
Alcuni eventi hanno segnato la storia del dollaro dagli anni 1980 in poi:
- 13 marzo 1979: creazione del Sistema monetario europeo (SME) e definizione dell'ECU per ridurre i margini di fluttuazione delle monete europee tra loro. Contemporaneamente, la Riserva Federale statunitense inaugura una politica del "dollaro forte" con il deciso aumento dei tassi d'interesse a causa del contemporaneo inizio della seconda crisi petrolifera. Partito da un cambio di 1:4 rispetto al franco, il dollaro arriva al valore di 10:4 nel 1985.
- Settembre 1985: accordi del Plaza (dal nome dell'hotel dove ebbe luogo la riunione), miranti a far abbassare il valore del dollaro; seguono alle gravi crisi legate al debito estero nell'America Latina.
- 1º gennaio 1999: nascita dell'Euro (che andava a sostituire l'ECU stesso, con cambio 1:1). Ricomincia la politica di deprezzamento del dollaro, per favorire l'economia interna statunitense.

Il dollaro resta la principale valuta di riserva. Secondo l'economista Paul Samuelson, la richiesta di dollari all'estero permette agli Stati Uniti di mantenere un deficit commerciale persistente senza avere un deprezzamento della valuta o un riaggiustamento dei flussi commerciali.
Diversamente dal collocarsi su un nuovo punto di equilibrio previsto dal concetto di bilancia commerciale, il dollaro non si è svalutato nella misura prevista. Il tasso di cambio con le altre monete è poco sensibile a questo deficit della bilancia commerciale se commisurato a quanto ammonta il saldo esportazioni-importazioni.
Gli uffici di cambio (che dipendono dalle banche centrali) dei Paesi esportatori verso gli USA raccolgono i dollari che fatturano le loro multinazionali (in USA vendono le merci contro moneta locale, dollari) e li mettono nella riserva (di valuta estera) della banca centrale; la banca centrale non chiede di cambiare i dollari nella moneta nazionale, ma li mette in circolazione per comprare petrolio; i Paesi produttori di petrolio non chiedono alla FED di cambiare i petrodollari nella moneta locale dei Paesi Arabi, ma tengono i proventi del petrolio in conti correnti denominati in dollari e in buona parte investiti in titoli del Tesoro e azioni USA.
Fondamentalmente i dollari emessi non si presentano al cambio condizionando il valore del dollaro sulle altre monete. D'altra parte sono investiti in titoli di lungo termine o in azioni che non vengono scambiate a forte frequenza: per cui quei dollari non sono nemmeno moneta circolante che produrrebbe inflazione rientrando in America.
Gli accordi di Bretton Woods imponevano alle banche centrali di tutto il mondo di tenere dollari a riserva senza poterli cambiare presso la Federal Reserve in cambio della moneta nazionale. Dal gold standard di Nixon, gli accordi di Bretton Woods non sono più in vigore; tuttavia, il dollaro è ancora la principale moneta di riserva (51% delle riserve mondiali in valuta estera) poiché il petrolio è contrattato esclusivamente in dollari presso l'International Petroleum Exchange (IPE) di Londra o la NYTMEX di New York.
In queste borse si stabilisce il prezzo al barile ed è possibile agli operatori acquistare partite di petrolio e gas. Le banche centrali devono tenere notevoli quantità di dollari per gli approvvigionamenti nazionali.

### Dedollarizzazione
Con l'inizio del XXI secolo, nel mondo si va affermando una certa tendenza alla dedollarizzazione, ovvero a voler sostituire il dollaro statunitense con altre valute sia per il commercio internazionale sia come valuta di riserva o per altri usi.

#### Europa, Iran e Russia
Di recente l'Iran ha in progetto l'apertura di una borsa in cui la compravendita della merce petrolifera avverrà in euro, una valuta alla quale non corrisponde un deficit commerciale così elevato. Dal marzo 2007 alcune banche iraniane trattano in euro le transazioni commerciali. Analoghe decisioni erano al vaglio di paesi come Libia e Venezuela. A seguito dell'istituzione delle sanzioni degli Stati Uniti contro l'Iran, l'Unione europea ha creato nel 2019 l'INSTEX, una società di progetto che fornisce un sistema per commerciare con l'Iran aggirando le sanzioni stesse. Esso è entrato in attività nel 2020.
Pare che anche il presidente Putin intenda realizzare una borsa per la compravendita in rubli del petrolio e gas della Russia. Dal luglio 2006 la Banca centrale russa ha avviato la convertibilità del rublo verso le altre divise. Nel 2017 è stato creato l'SPFS, alternativo allo SWIFT.

#### Cina
Nel 2015 la Cina ha fondato il CIPS, un'alternativa allo SWIFT e già in uso da oltre 100 paesi. Nel corso degli ultimi anni, diverse nazioni stanno cominciando a commerciare con la Cina con le rispettive valute nazionali o con il renminbi: la Russia e il Giappone dal 2011, l'Iran e il Venezuela dal 2018 e vi sono alcune fonti per cui anche l'Arabia Saudita starebbe stipulando accordi per vendere il petrolio e il gas alla Cina stessa in renminbi.

#### India
Il commercio tra India e Russia avveniva con le rispettive valute nazionali già dai tempi dell'Unione Sovietica. Nel marzo 2022 è stato annunciato un rinnovato accordo per il commercio tra i due paesi con le rispettive valute nazionali.

## Controversie

### Raffigurazioni femminili
Sia le banconote sia le monete del dollaro statunitense non hanno raffigurazioni femminili. Il presidente degli Stati Uniti Barack Obama nel marzo 2015 prese l'impegno di seguire la questione, dopo aver ricevuto una lettera di una bambina del Massachusetts, che scrisse alla Casa Bianca chiedendone i motivi. In seguito all'invio della lettera, nacque l'organizzazione no-profit Women on 20s che si pone come obiettivo di influenzare le scelte sui futuri volti raffigurati sui dollari statunitensi.

## Galleria d'immagini

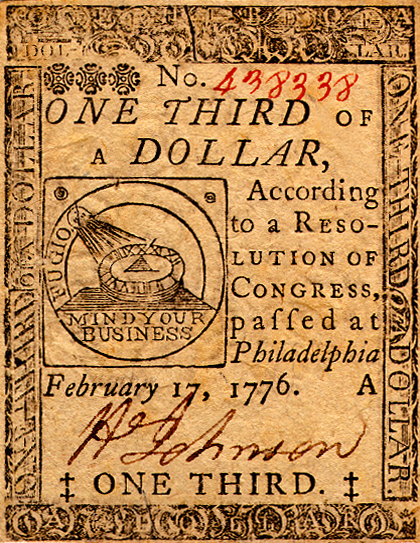
Continental Currency, un terzo di dollaro del 1776
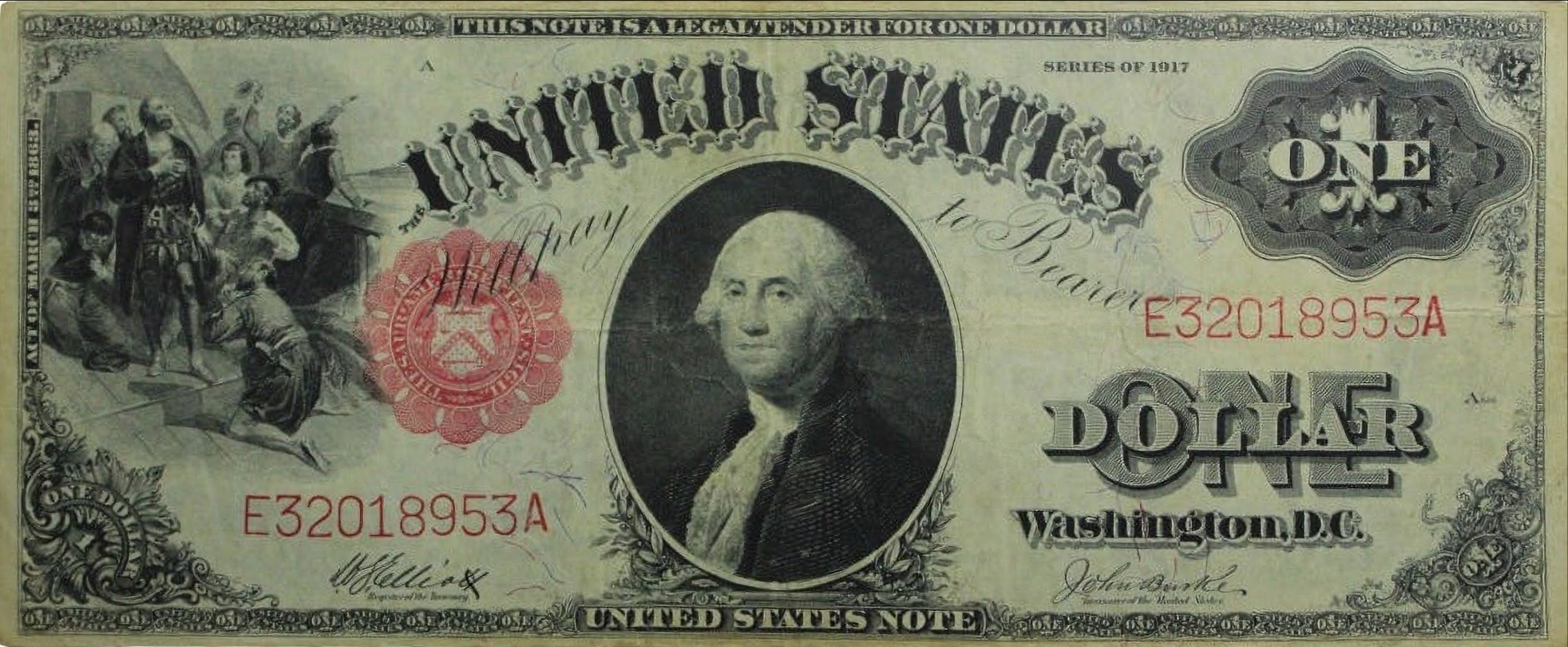
Banconota del 1917
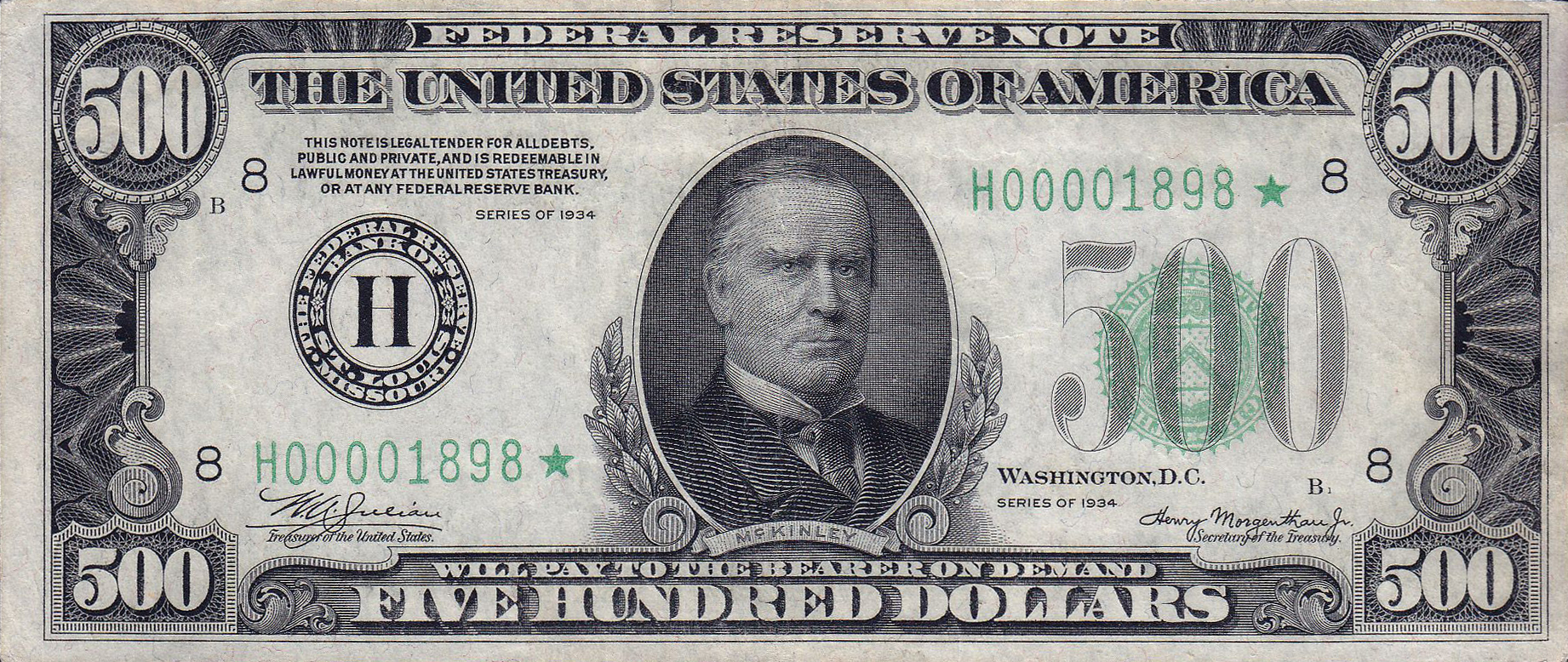
Banconota della Federal Reserve da 500 $ del 1934, con un ritratto del presidente William McKinley